# Homicidi
L'homicidi és mort causada a una persona per una altra. Legalment, un homicidi és un tipus de delicte, sempre que no hi hagi circumstàncies especials que donin lloc a un altre tipus de delicte com ara l'assassinat o el parricidi.
Hi ha casos en què l'homicidi no es considera punible:
- en legítima defensa,
- per malaltia mental,
- amenaça externa o greu coacció,
- involuntari.

En tots els altres casos es castiga amb penes de presó de durada diferent segons les circumstàncies de la mort. En alguns països es castiga amb la pena de mort.

## Estadístiques
| < 1 | 1–5 | 5–10 | 10–21.1 | > 21.1 |

Taxa d’homicidis intencionats (per 100.000)

El nombre d'homicidis anual es calcula en uns 437.000 el 2012.

### Per regió
| Regió   | Taxa | Homicidis |
| ------- | ---- | --------- |
| Amèrica | 16,3 | 157.000   |
| Àfrica  | 12,5 | 135.000   |
| Món     | 6,2  | 437.000   |
| Europa  | 3,0  | 22.000    |
| Oceania | 3,0  | 1.100     |
| Àsia    | 2,9  | 122.000   |

El 36% a Amèrica, el 31% a l'Àfrica, el 28% a l'Àsia i el 5% a Europa.

### Per país, regió o territori dependent
Els països amb una taxa més alta (superior a 10) d'homicidis per 100.000 habitants són:
| País o àrea subnacional        | Subregió              | Regió   | Taxa  | Nombre | Any indicat |
| ------------------------------ | --------------------- | ------- | ----- | ------ | ----------- |
| El Salvador                    | Amèrica Central       | Amèrica | 52,02 | 3.340  | 2018        |
| Illes Verges dels EUA          | Carib                 | Amèrica | 49,26 | 52     | 2012        |
| Jamaica                        | Carib                 | Amèrica | 43,85 | 1.287  | 2018        |
| Lesotho                        | Àfrica Austral        | Àfrica  | 41,25 | 897    | 2015        |
| Hondures                       | Amèrica Central       | Amèrica | 38,93 | 3.732  | 2018        |
| Belize                         | Amèrica Central       | Amèrica | 37,90 | 142    | 2017        |
| Veneçuela                      | Sud Amèrica           | Amèrica | 36,69 | 10.598 | 2018        |
| Saint Vincent i les Grenadines | Carib                 | Amèrica | 36,46 | 40     | 2016        |
| Sud-àfrica                     | Àfrica Austral        | Àfrica  | 36,40 | 21.036 | 2018        |
| Saint Kitts i Nevis            | Carib                 | Amèrica | 34,23 | 18     | 2012        |
| Bahames                        | Carib                 | Amèrica | 30,90 | 122    | 2017        |
| Trinitat i Tobago              | Carib                 | Amèrica | 30,88 | 420    | 2015        |
| Mèxic                          | Amèrica Central       | Amèrica | 29,07 | 36.685 | 2018        |
| Anguilla                       | Carib                 | Amèrica | 27,66 | 4      | 2014        |
| Brasil                         | Sud Amèrica           | Amèrica | 27,38 | 57.358 | 2018        |
| Dominica                       | Carib                 | Amèrica | 25,70 | 19     | 2017        |
| Colòmbia                       | Sud Amèrica           | Amèrica | 25,34 | 12.586 | 2018        |
| Guatemala                      | Amèrica Central       | Amèrica | 22,50 | 3.881  | 2018        |
| Saint Lucia                    | Carib                 | Amèrica | 21,44 | 39     | 2018        |
| Puerto Rico                    | Carib                 | Amèrica | 21,09 | 641    | 2018        |
| Montserrat                     | Carib                 | Amèrica | 19,88 | 1      | 2012        |
| República Centreafricana       | Àfrica Central        | Àfrica  | 19,76 | 913    | 2016        |
| Curaçao                        | Carib                 | Amèrica | 19,19 | 26     | 2007        |
| Tuvalu                         | Polinèsia             | Oceania | 18,65 | 2      | 2012        |
| Namíbia                        | Àfrica Austral        | Àfrica  | 17,14 | 388    | 2012        |
| Saint Pierre i Miquelon        | Amèrica Septentrional | Amèrica | 15,93 | 1      | 2009        |
| Botswana                       | Àfrica Austral        | Àfrica  | 15,04 | 303    | 2010        |
| Guyana                         | Sud Amèrica           | Amèrica | 14,25 | 111    | 2018        |
| Sudan del Sud                  | Àfrica Oriental       | Àfrica  | 13,90 | 1.504  | 2012        |
| RD Congo                       | Àfrica Central        | Àfrica  | 13,55 | 10.322 | 2015        |
| Guaiana Francesa               | Sud Amèrica           | Amèrica | 13,15 | 30     | 2009        |
| Seychelles                     | Àfrica Oriental       | Àfrica  | 12,74 | 12     | 2016        |
| Uruguai                        | Sud Amèrica           | Amèrica | 12,06 | 416    | 2018        |
| Costa d'Ivori                  | Àfrica Occidental     | Àfrica  | 11,63 | 2.688  | 2015        |
| Costa Rica                     | Amèrica Central       | Amèrica | 11,26 | 563    | 2018        |
| Palau                          | Micronèsia            | Oceania | 11,17 | 2      | 2018        |
| Grenada                        | Carib                 | Amèrica | 11,10 | 12     | 2017        |
| Mali                           | Àfrica Occidental     | Àfrica  | 10,90 | 1.905  | 2015        |
| Uganda                         | Àfrica Oriental       | Àfrica  | 10,42 | 4.497  | 2018        |
| Antigua i Barbuda              | Carib                 | Amèrica | 10,33 | 10     | 2012        |
| Iraq (excloent Kurdistan)      | Àsia Occidental       | Asia    | 10,08 | 3.029  | 2014        |
| República Dominicana           | Carib                 | Amèrica | 10,05 | 1.068  | 2018        |